# Philonthus phoculus
Philonthus phoculus – gatunek chrząszcza z rodziny kusakowatych i podrodziny Staphylininae.
Gatunek ten został opisany w 1949 roku przez C. E. Tottenhama, który jako miejsce typowe wskazał Abisynię. W 2013 roku Lubomír Hromádka dokonał jego redeskrypcji.
Chrząszcz o ciele długości 12,2 mm, ubarwiony czarno z rudobrązowymi głaszczkami i ciemnozielonymi pokrywami. Odnóża czarnobrązowe z rudymi stopami. Głowa szersza niż dłuższa. Oczy znacznie krótsze od skroni, a między nimi siedem drobnych punktów. Na silnie wypukłym przedpleczu w rzędach grzbietowych ułożone są po 4 punkty. Tarczka bardzo gęsto punktowana. Punkty na pokrywach grubsze i oddalone o swoją średnicę.
Owad afrotropikalny, znany wyłącznie z Etiopii.